# Alexandria Township (New Jersey)
Pour les articles homonymes, voir Alexandria Township.
Alexandria Township est un township américain situé dans le comté de Hunterdon au New Jersey.

## Géographie
Alexandria Township comprend les localités de Everittstown, Little York, Mount Pleasant, Palmyra et Swinesburg. Une partie de Pittstown se trouve également dans le township.
La municipalité s'étend sur 27,64 milles carrés (71,59 km2), dont 0,22 mille carré (0,57 km2) d'étendues d'eau.
| Bethlehem Township        | Union Township      | Union Township    |
| Holland Township, Milford | Alexandria Township | Franklin Township |
| État de Pennsylvanie      | Frenchtown          | Kingwood Township |

## Histoire
Les premiers européens s'installent sur ce territoire au début du XVIIIe siècle.
Le township d'Alexandria est créé en 1765 à partir du township de Bethlehem ; il devient un township indépendant en 1798. Il doit son nom à James Alexander (en), procureur général du New Jersey qui y possédait des terres. En 1867, Frenchtown devient un borough distinct du township d'Alexandria. En 1874, le township de Holland est formé à partir de celui d'Alexandria.

## Patrimoine
Plusieurs sites d'Alexandria Township sont inscrits au registre national des lieux historiques :
- l'église épiscopale Saint Thomas construite vers 1790[7] ;
- l'église méthodiste épiscopale de Mount Salem construite en 1864 en s'inspirant des styles Greek Revival et italianisant[8] ;
- le village historique d'Everittstown, peu modifié depuis le 3e quart du XIXe siècle[9] ;
- la partie nord du quartier historique de Pittstown, principalement situé dans le township de Franklin[10].

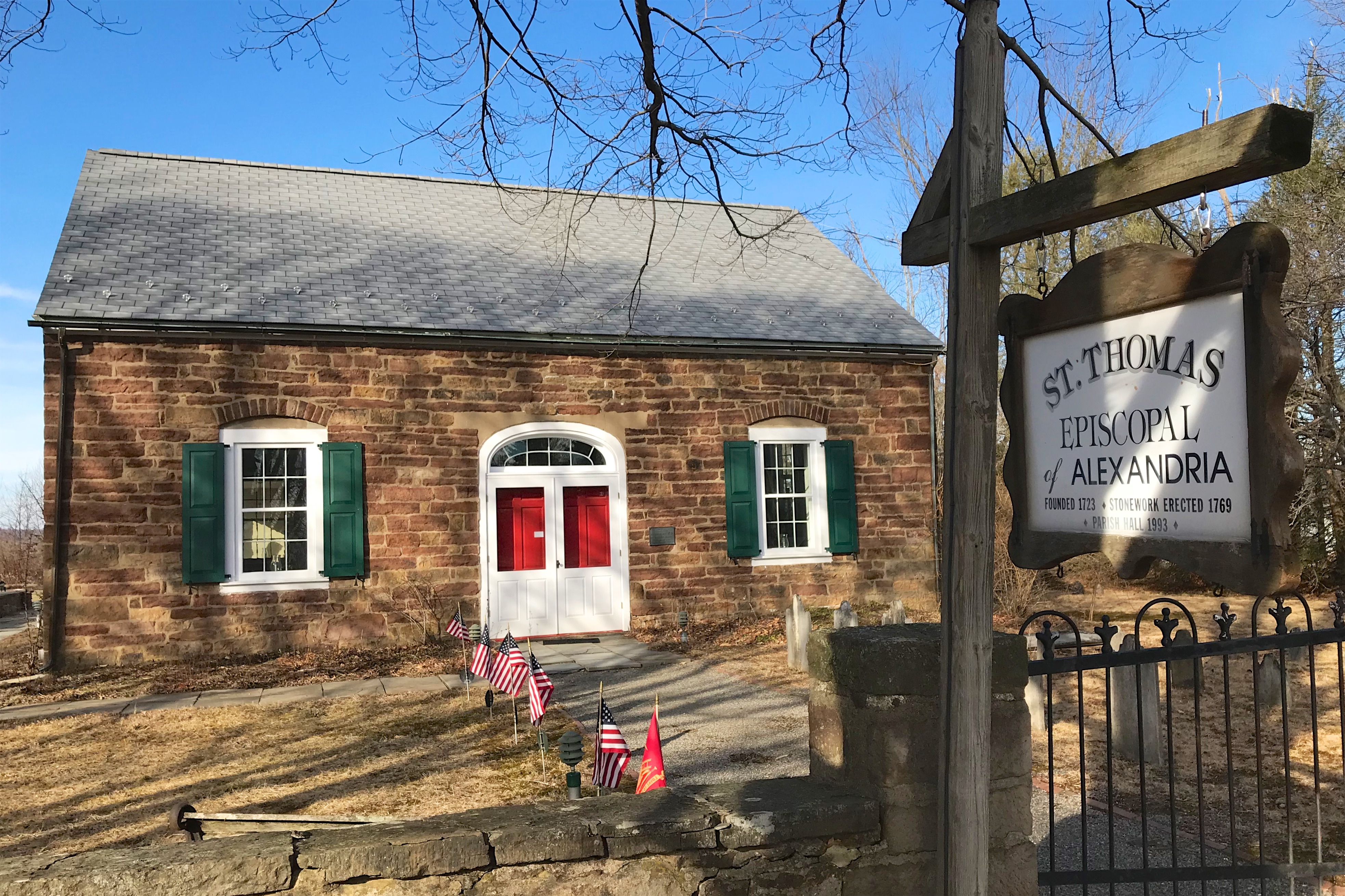
L'église Saint Thomas.
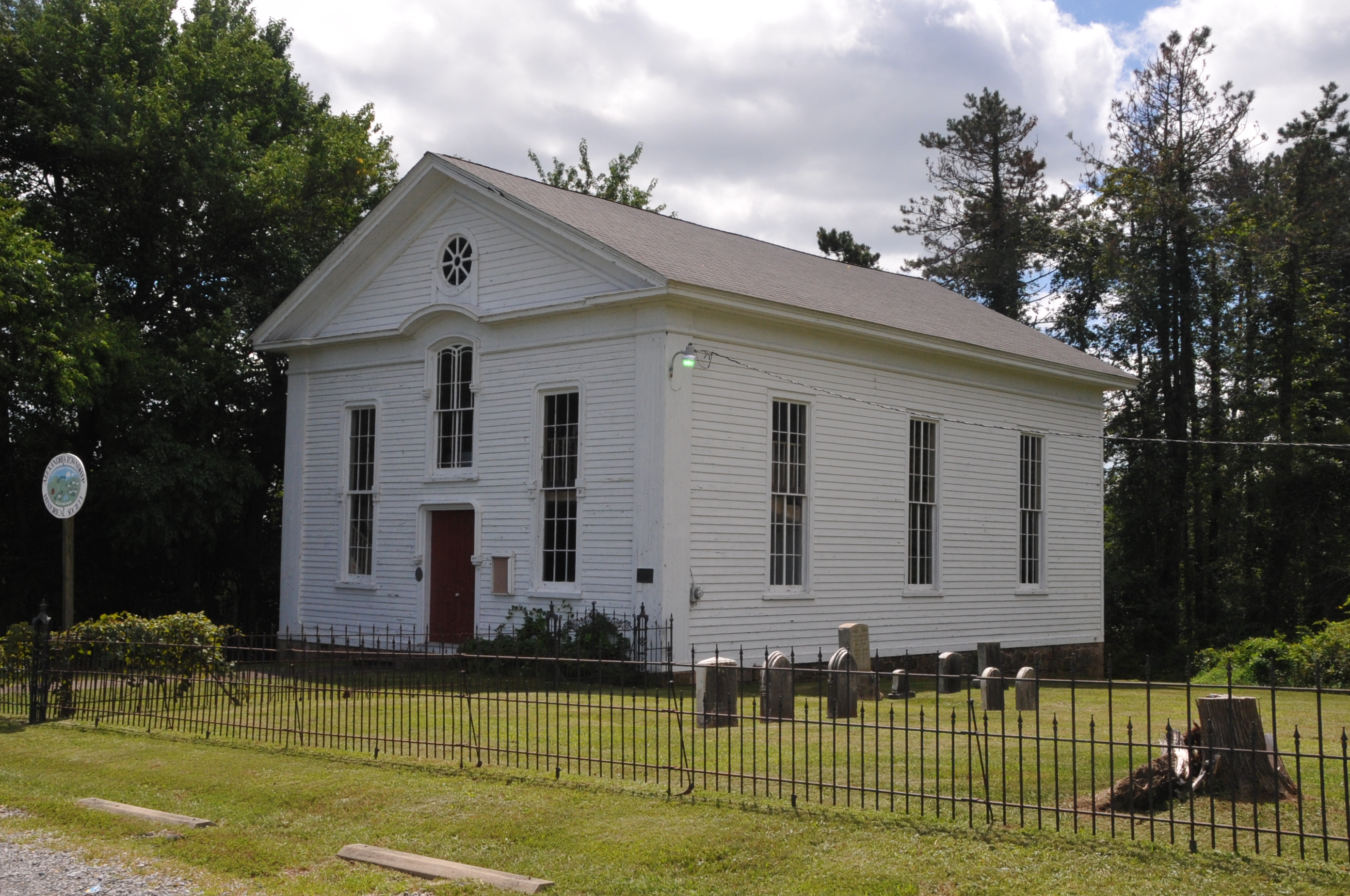
L'église de Mount Salem.
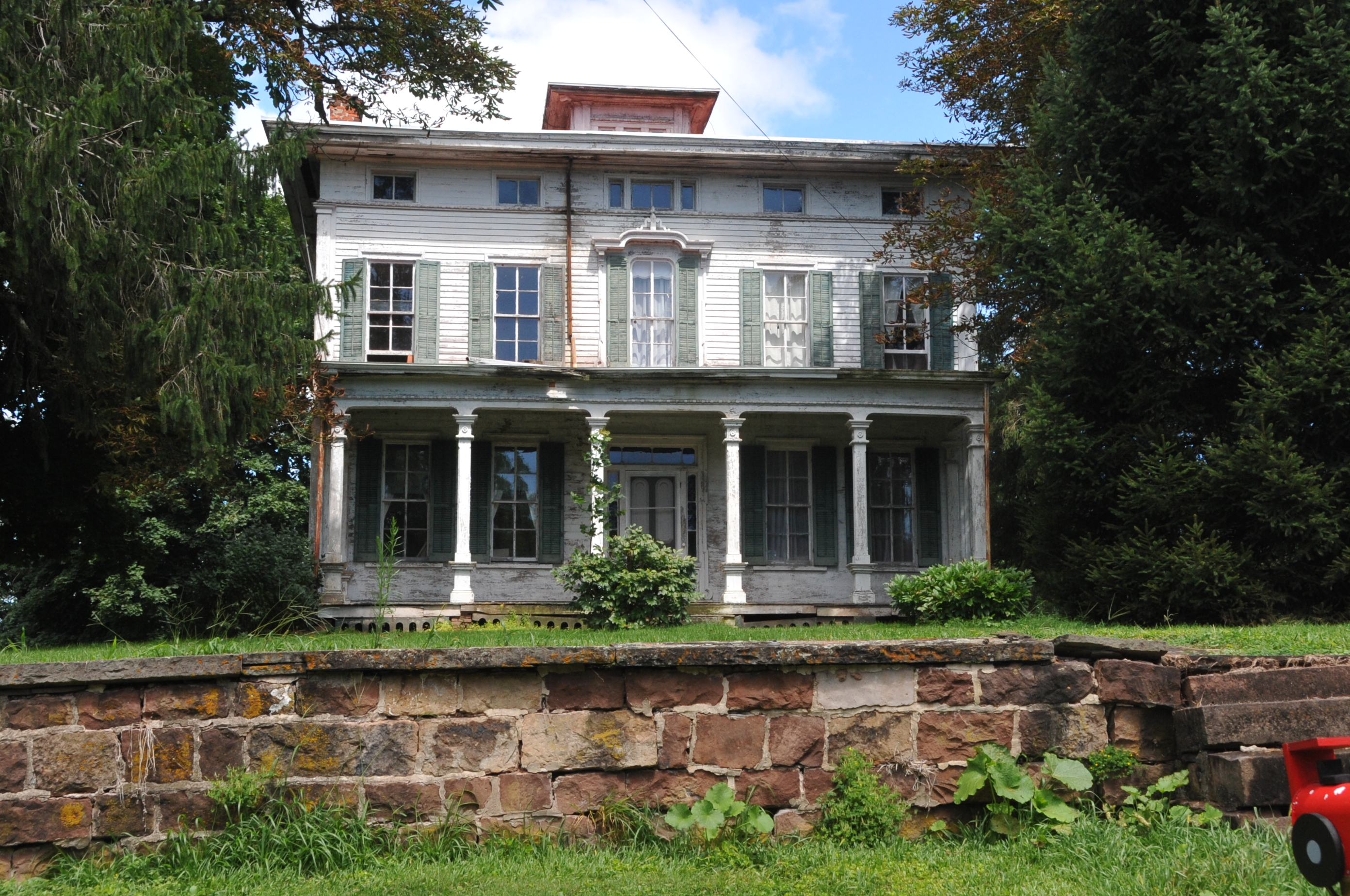
Everittstown.
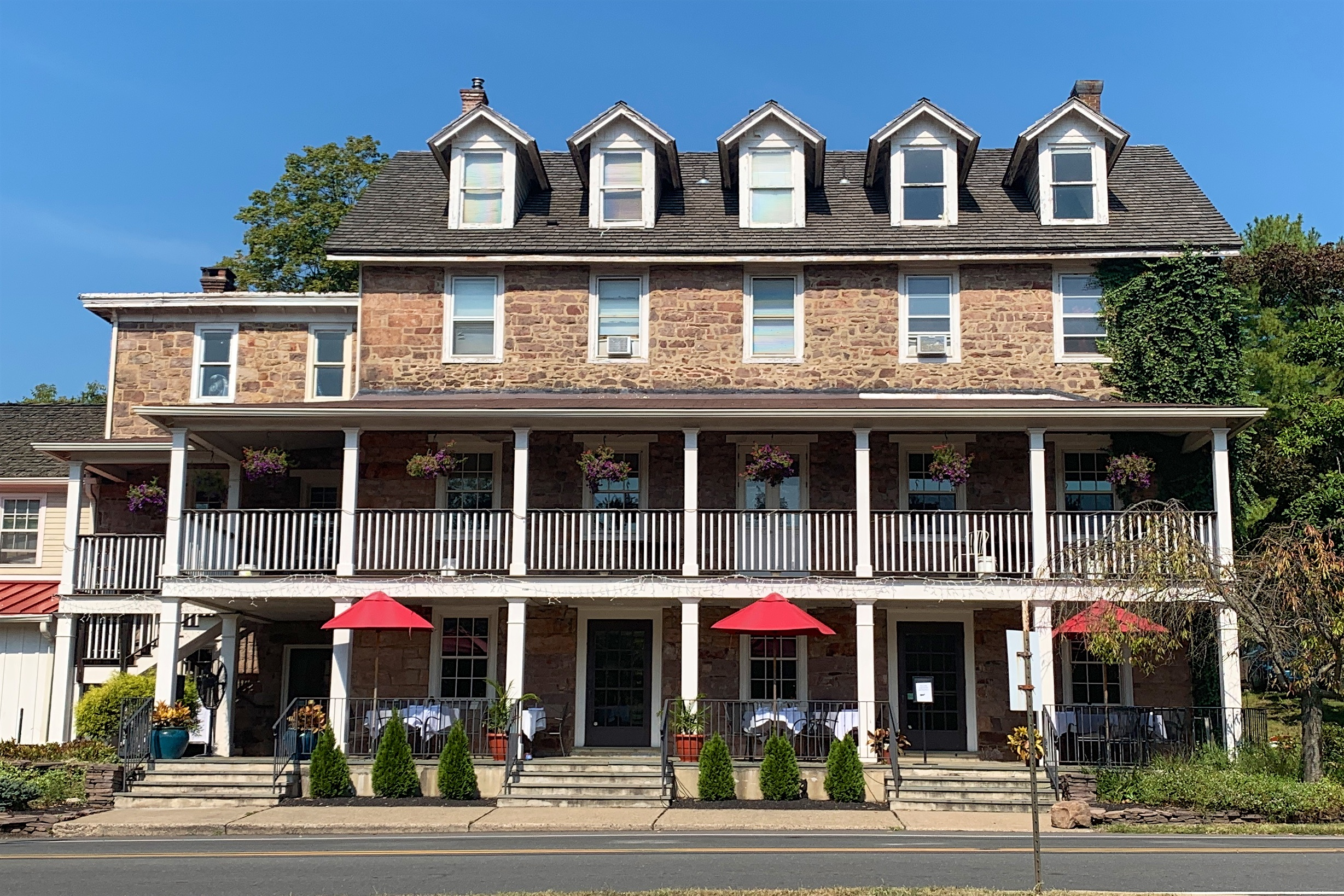
Pittstown.

## Démographie
Lors du recensement de 2010, sa population est de 4 938 habitants.